# Cedrorestes
Cedrorestes là một chi khủng long, được Gilpin DiCroce & Carpenter mô tả khoa học năm 2006.